# Josef Matějka (podnikatel)
Josef Matějka (* 28. dubna 1977, Příbram) je český podnikatel.
V roce 1997, při studiu na ČVUT, založil obchod s počítači a elektronikou Czech Computer (dnes CZC.cz). Na přelomu let 1998 a 1999 stál u zrodu elektronického obchodování v Čechách, když spustil první verzi svého vlastního internetového obchodu.
Vedle CZC.cz se Matějka věnoval také dalším podnikatelským aktivitám – svůj podíl má v brněnské softwarové firmě oXy Online, která pro CZC.cz vyvíjí a spravuje systém e-shopu. Společnost působí na trhu již od roku 2001 a patří mezi největší tvůrce kompletních e-shopových řešení na českém trhu.
Svého času Matějka vlastnil také rozhlasovou stanici Dance Radio. V roce 2012 projekt tanečního rádia prodal skupině Lagardère, pod kterou spadá celá síť rádií včetně stanice Evropa 2.

## Studium, počátky kariéry a osobní život
Matějka vystudoval Střední průmyslovou školu v Příbrami a následně začal studovat na Fakultě elektrotechnické na pražském ČVUT. Po dvou letech studium ukončil a začal se naplno věnovat podnikání. Své první profesní zkušenosti nasbíral ve firmě malého distributora grafických karet.
Se svou manželkou Ivonou, se kterou společně zakládali CZC.cz, žije v malé vesnici na Rožmitálsku a mají spolu tři děti.